# Lenguaje de señas guatemalteco

La lengua de señas guatemalteca (Lensegua) es la lengua de señas utilizada en Guatemala. El primer diccionario fue publicado en el año 2000. Difiere de la lengua de señas mexicana y otros países hispanohablantes, y de la lengua de señas yucateca utilizado en el altiplano occidental de Guatemala.

## Presencia en México
se desconoce la cantidad de señantes en México, puesto que a partir de la llegada de refugiados guatemaltecos en las décadas de los 80's, se tiene conocimiento que algunos señantes optaron por residir y obtener la nacionalidad mexicana.